# Rien Poortvliet
Rien Poortvliet, (Schiedam, 7 d'agost de 1932 - Soest, 15 de setembre de 1995) va ser un artista pintor i il·lustrador neerlandès, conegut per les seves il·lustracions d'animals i en el llibre Gnoms (original Leven en werken van de kabouter 1976, publicat en anglès, Gnomes, l'any següent) en col·laboració amb Wil Huygen.

## Biografia
Malgrat la seva prolífica carrera artística posterior, l'estudi de les arts no va ser una opció per a Poortvliet, el qual es va trobar amb l'oposició dels seus pares, d'una religiositat estricta, a la idea que el seu fill gran anés a estudiar a una acadèmia de belles arts. Després d'acabar els seus estudis d'educació primària, va començar a treballar en una agència de publicitat.
A part de treballar per a diverses agències i editorials, va ser l'encarregat d'il·lustrar diversos llibres d'autors com Jaap ter Haar, Leonard Roggeveen i Godfried Bomans. A la fi dels anys 60 va començar a treballar per lliure i va començar a il·lustrar les seves pròpies històries mitjançant l'ús d'aquarel·les i basant-se en la seva experiència com a caçador.
Durant anys, els seus treballs van ser publicats per l'editorial Van Holkema & Warendorf on va col·laborar amb Wil Huygen en Leven en werken van de Kabouter, llibre que va ser traduït a diversos idiomes, que es va continuar amb altres títols (El món dels gnoms (Madrid, Montena, 1988), La crida dels gnoms (Barcelona, Destino, 1987)), i que va ser portat a la televisió mitjançant dues sèries d'animació als anys 80.
El 15 de setembre de 1995 va morir a Soest a causa d'un càncer ossi. Va estar casat amb Corrie Bouman, amb la qual va tenir dos fills.

## Obra bibliogràfica
- Jachttekeningen (1972) Etimologia|anglès Hunting Sketches ISBN 90-269-4801-8
- ...de Vossen hebben holen (1973) ISBN 90-269-4949-9
  - The living forest: a world of animals (1979) ISBN 0-8109-0911-1
- Hij was een van ons (1974) ISBN 90-269-4947-2
  - He Was One of Us: The Life of Jesus of Nazareth (1994) ISBN 0-8010-7135-6
- Te Hooi en te gras (1975) ISBN 90-269-6296-7
  - The Farm Book (1994) ISBN 0-8109-0817-4
- Leven en werken van de Kabouter (1976, with writer Wil Huygen) ISBN 90-269-4958-8
  - Gnomes (1977) ISBN 0-8109-0965-0 (20th Anniv.) ISBN 0-8109-5498-2 (30th Anniv.)
- Het brieschend paard (1978) ISBN 90-269-4968-5
  - Horses (1996) ISBN 1-55670-430-5
- Van de hak op de tak (1980) (autobiographical) ISBN 90-269-4306-7
  - Dutch Treat: The Artist's Life, Written and Painted by Himself (1983) ISBN 0-517-41535-6
- De oproep der kabouters (1981, with writer Wil Huygen) ISBN 90-269-4799-2
  - Secrets of the Gnomes (1982) ISBN 0-8109-1614-2
- De ark van Noach, of ere wie ere toekomt (1985) ISBN 90-242-3206-6
  - Noah's Ark (1992) 08-109-1371-2
- Langs het tuinpad van mijn vaderen (1987) (about his ancestors' supposed lives) ISBN 90-242-4800-0
  - In my grandfather's house (1988) ISBN 0-8109-1126-4
- Het boek van Klaas Vaak en het ABC van de slaap (1988, with writer Wil Huygen) ISBN 90-242-4499-4
  - The Book of the Sandman and the Alphabet of Sleep (1989) ISBN 0-8109-1524-3
- De tresoor van Jacob Jansz. Poortvliet (1991) ISBN 90-242-7171-1
  - Daily Life in Holland in the Year 1566 (1992) ISBN 0-8109-3309-8
- Braaf (1992) ISBN 90-242-6903-2
  - Dogs (1996) ISBN 0-8109-8140-8
- Aanloop (1993) (about man and nature throughout the centuries) ISBN 90-242-6937-7
  - Journey to the Ice Age: Mammoths and Other Animals of the Wild (1994) ISBN 0-8109-3648-8
- Kabouter Spreekwoordenboek (posthumously in 1996, with writer Wil Huygen) {Book of Gnome Proverbs ISBN 90-242-7882-1
- Het Kabouterkookboek (posthumously in 2003, with writer Wil Huygen) Gnome Cookbook ISBN 90-242-8977-7
- Tussen gaap & slaap (posthumously in 2003, revised edition of Het boek van Klaas Vaak en het ABC van de slaap) ISBN 90-435-0753-9